# Harald Kloser
Harald Kloser, född 9 juli 1956 i Hard i Vorarlberg, är en österrikisk filmmusikkompositör. Har gjort musiken till filmerna The Day After Tomorrow och AVP: Alien Vs. Predator.